# Omega Geminorum
Désignations
Omega Geminorum (en abrégé ω Gem) est une étoile de la constellation zodiacale des Gémeaux, située au milieu de la constellation.  D'une magnitude apparente de 5,18, elle est visible à l'œil nu sous un ciel de banlieue sombre d'après l'échelle de Bortle. L'étoile présente une parallaxe annuelle de 3,52 mas mesurée par le satellite Gaia, ce qui permet d'en déduire qu'elle est distante d'environ 285 pc (∼930 al) de la Terre. Elle s'en rapproche à une vitesse radiale héliocentrique de −9 km/s.
Omega Geminorum est une étoile géante lumineuse jaune évoluée de type spectral G5IIa. Sur le diagramme de Hertzsprung-Russell, elle est positionnée près de la bande d'instabilité et en 1977 elle a été répertoriée comme une étoile variable céphéide candidate, avec une amplitude de variation de 0,086 magnitude et une période de 0,728 2 jour. L'étoile est 6,3 fois plus massive que le Soleil et elle est âgée d'environ 15 millions d'années. Son rayon est environ 37 fois plus grand que le rayon solaire, elle est autour de 800 fois plus lumineuse que le Soleil et sa température de surface est de 5 090 K.